# Schausinna clementsi
Schausinna clementsi is een vlinder uit de familie spinners (Lasiocampidae). De wetenschappelijke naam van deze soort is voor het eerst geldig gepubliceerd in 1897 door Schaus.
De soort komt voor in tropisch Afrika.